# Upside films
 (octobre 2022).
Save Ferris Studios ou Upside Films (changement de dénomination sociale en Octobre 2017) est une société de production française spécialisée dans la télévision, le cinéma et le brand content. Elle est dirigée par le groupe VIVENDI (dont CANAL+). Son nom s'inspire du célèbre film La Folle Journée de Ferris Bueller.  

## Histoire

### Origines
Amis d'enfance depuis 1986, Jean-Charles Felli et Christophe Tomas ont commencé leurs carrières respectives au sein du magazine Best. Christophe Tomas y était journaliste, tandis que Jean-Charles Felli était responsable du marketing et des partenariats. Ils rejoindront tous les deux Sony Music Entertainment en 1994. Après avoir été chef de produit, Jean-Charles Felli dirige le marketing local du label Columbia Records. Il y travaille avec de nombreux artistes, notamment Stomy Bugsy, Indochine, Jacques Dutronc, et tout le catalogue urban music du label -KDD, 3ème Œil...Chef de produit international pendant 3 ans, Christophe Tomas crée quant à lui le label Krypton Records et y développe de nombreux artistes internationaux, comme The Presidents of the United States of America, Alice In Chains, Slayer, NAS, Leftfield et la compilation Trip do Brasil...

### Save Ferris Production
En 2000, ils fondent Save Ferris Production avec Christophe Marois et répondent à l'appel d'offre du Labo d'Idées, de France 2, à l'initiative de Michèle Cotta, Paul Nahon et Bernard Benjamin. Christophe Tomas propose le concept de magazine Culte fiction, consacré aux icônes modernes. Le projet est retenu parmi 350 propositions, pour produire cinq magazines de 52 min. Pendant six ans, ils produisent EPK, spots de pub, captations de concerts, distribution de films, édition de jeux vidéo, documentaires musicaux, autour du lifestyle, des voyages et de la gastronomie, pour les chaînes du groupe AB. En 2006, ils produisent le short-com Les Supercommuns, sur NRJ12.
En 2007, ils signent le Kaïra Shopping, sur Canal+.fr. Le programme sera ensuite diffusé sur Canal. Jean-Charles Felli convainc Pepsi d'être le partenaire exclusif du programme sur internet puis à l'antenne. La marque bénéficie d'une relance des ventes et décide de confier à Save Ferris la conception et la production de leurs nouvelles campagnes publicitaires. Dans l'intervalle, Jean-Charles Felli et Christophe Tomas produisent le long métrage Les Kaïra, avec un million d'entrées en salles pour un budget de 4 millions d’euros, c’est le film français le plus rentable en 2012,. La même année, après 12 ans d'indépendance, Save Ferris Production est rachetée par Havas Media France,,. 
Pendant 5 ans, Save Ferris Production produit et crée des fictions digitales et télévisuelles: La Caverne avec Le Comité de la Claque, Dans la bouche..., sur Canal+ dans Le Supplément de Maitena Biraben puis dans Le Before du Grand Journal. Deux ans plus tard, ils coproduisent leur second long-métrage, Les Francis, avec Thomas Langmann et La Petite Reine. Aux côtés de Baluden et de Tristan Carné, la société produit son premier prime de divertissement sur France 2 Joyeux anniversaire M'sieur Dutronc pour Jacques Dutronc. Ils enchaînent avec la web série 3 dans la Tête pour Studio 4, de Pixie. Suivra la première série digitale FRAT’ , réalisée par Shaun Severi pour Canalplay, retraçant le parcours d'une unité spéciale anti-terroriste, avec entre autres Moussa Maaskri, Olivier Chantreau et Jean-Pierre Martins, et avec la participation de Foëd Amara.
Toujours en tant que Save Ferris Production, la société signe un partenariat avec Studio +,, pour la production de 4 séries créées par Jean-Charles Felli et Pierre-Marie Mosconi : Brutal : Taste of violence réalisé par Julien Colonna, avec David Belle, Byron Gibson & Vitaya Pansringram, tourné à Bangkok, Surf Therapy avec le chanteur et surfer Donavon Frankenreiter, tourné au Maroc et Londres et réalisé par Baptiste Magontier, puis Deep, réalisée par Jean-François Julian, tournée à Monaco avec Caterina Murino, Ornella Muti, Henry Davis, Pierre Frolla, Byron Gibson et Pauline Lefèvre, et Dragon Race, tournée à Séoul et Bruxelles avec notamment Steve Noh, Hyejoo Cho, Henry Davis et Geneviève Doang, et réalisé par Hugues Martin.
Passionnés de musique et de pop-culture, Jean-Charles Felli et Christophe Tomas produiront également des interviews sous forme de blind-tests pour Deezer: Nile Rodgers, Muse, Paul Kalkbrenner, Jean-Michel Jarre, Phil Collins, Foals, Seal, Deftones, Dream Theater, Skunk Anansie, Ghost. Ils seront aussi derrière les Petits Concerts pendant deux ans pour MTV et à l'origine de la collection de programmes courts Collector (portraits de collectionneurs), pour le site Spicee.com.

### Save Ferris Studios
En septembre 2017, ils rejoignent le groupe Lagardère Studios pour créer Save Ferris Studios, pour développer des concepts de séries ou d'unitaires pour les chaînes françaises et les plateformes internationales (SVOD...) : Caïd, écrit et réalisé par Ange Basterga, sur le milieu marseillais), récompensé par le Premier Prix du Long Métrage au festival de Cognac. Grégory Cantien, transfuge de Merlin puis de Fontaram, rejoint l'équipe en novembre 2017, comme producteur de fiction. En Mai 2019, Jean-Charles Felli et Grégroy Cantien co-produisent un Meurtres à...  pour France 3. En septembre 2019, ils créent le label CAMERON’S, dédié aux plateformes et aux productions internationales et confient la direction générale à Grégory Cantien.

### Save Ferris Studios Brand Content
Outre la fiction et le divertissement, la société possède un pôle brand actif[Quoi ?], qui collabore avec BMW, Orange, Crédit agricole, Société générale, EDF, Canal+, PMU, Carrefour, et Philips. Francis Larochette, directeur de la création et du développement, supervise la brand série multi-récompensée Comme le disent pour la Banque postale (spin-off de la création originale Dans la bouche, pour Canal+).
La série cumule plus de 60 millions de vues sur YouTube, entame sa cinquième saison. Certains épisodes sont diffusés aux Solidays sur France 2 pendant le Téléthon. La série a remporté aux Grands Prix COM-ENT: le premier prix dans la catégorie "Publication externe"  et le prix d'honneur dans la catégorie "Prix du Brand Content".

## Filmographie
Fiction
- 2005 - 2006 : Super Communs (30 × 3 min) sur NRJ 12
- 2007 : A Bloc avec Thomas VDB (60 × 3 min) sur MTV
- 2009 : Kaïra Shopping, saison 1, sur Canal+
- 2010 : Kaïra Shopping, saison 2, sur Canal+
- 2010 : Pop 1000 (10x26) sur Comédie+
- 2011 : Kaïra Shopping, saison 3, sur Canal+
- 2011 : La Caverne (20 × 3 min) avec Le Comité de la Claque sur AB1
- 2011 : La vidéo des Kaïra spin-off de Kaïra Shopping , sur Canal+ Sport (2012)
- 2012 : Dans la bouche Saison 1 (40 × 1 min 30 s) sur Canal+
- 2013 : Dans la Bouche Saison 2 (40 × 1 min 30 s) sur Canal+
- 2015 : 3 Dans la Tête (12 × 2 min) sur France 4
- 2015 : FRAT (10 × 5 min) sur Canalplay
- 2019  : Meurtres à Tahiti (90') pour France 3

Séries digitales
- 2008 : Kaïra Shopping, saison 1, pour Canal+.fr
- 2009 : Kaïra Shopping, saison 2, pour Canal+.fr
- 2012 : La Question de Plus (20 × 2 min), sur Canal+.fr
- 2016 : Deep (mini-série) digitale, pour Studio+
- 2016 : Brutal : Taste of violence (10 × 7 min) (mini-série) digitale, pour Studio+
- 2016 : Surf Therapy (10 × 7 min) (mini-série) digitale, pour Studio+
- 2016 : Dragon Race (10 × 8 min) (mini-série) digitale, pour Studio+

Cinéma
- 2012 : Les Kaïra, de Franck Gastambide
- 2014 : Les Francis, de Fabrice Begotti
- 2020 : Josep

Courts-métrages
- 2005 : CNC, réalisé par Julien Colonna
- 2005 : Thomas Fersen : Hyacinthe (court-métrage d'animation réalisé par Sebastien Cosset et Joann Sfar)
- 2012 : Ter Ter, réalisé par Ange Basterga

Magazines
- 2000 : Magazine Culte Fiction (5 × 52 min), pour France 2
- 2015 : Joyeux anniversaire M’sieur Dutronc, pour France 2
- 2015 - 2016 : Les Petits Concerts, (9 × 26 min) pour MTV : 
  - Joyce Jonathan
  - La Fouine
  - Lefa
  - Julian Perretta
  - Broken Back
  - Vitaa
  - Loïc Nottet

Brand series
- 2014 : Comme le disent les gens..., pour la Banque Postale, saison 1 (10 × 2 min)
- 2015 : Comme le disent les gens..., pour la Banque Postale, saison 2 (10 × 2 min)
- 2015 : Close-up, interviews pour Deezer : 
  - Nile Rodgers
  - Muse
  - Phil Collins
  - Foals
  - Seal
  - Lang Lang
  - Ed Sheeran
  - Deftones
  - Dream Theater
  - Skunk Anansie
  - Ghost
  - Twenty One Pilots
  - Macklemore and Ryan Lewis
- 2016 : Comme le disent les gens..., pour la Banque Postale, saison 3 (10 × 2 min)
- 2017 : Comme le disent les gens..., pour la Banque Postale, saison 4 (10 × 2 min)
- 2018 : Comme le disent les gens..., pour la Banque Postale, saison 5 (10 × 2 min)

Radio
- 2010 : Le Répondeur des Kaïra, 50 × 1 min 30 s, sur NRJ (La Matinale de Nikos Aliagas)

Clips
- 2006 : Alive, Mondotek
- 2006 : Ophélie flagrant délit Michel Polnareff
- 2007 : Sans boussole Gene Thomas
- 2008 : Embrasse moi Natasha St-Pier
- 2008 : Mi-fleur, mi-démon, Victoria Petrosillo
- 2009 : On verra demain et Laissez-nous passer, Dany Brillant
- 2009 : La France des couleurs, Idir
- 2009 : You spin me round Indochine
- 2011 : L’instant T Natasha St-Pier
- 2011 : Le son des Kaïra Kaïra Shopping
- 2014 : Khalas, Hiba Tawaji
- 2014 : L’Opportuniste Jacques Dutronc et Nicola Sirkis

Documentaires
- 2003-2005 : Pour l’amour du goût, pour Escales, (30 × 26 min)
- 2004 : Delirium canin (2 × 52 min), pour Animaux
- 2004 : Les dessous de la France people, (6 × 26 min), pour RTL9
- 2004 : Un grand week end (10 × 26 min), pour la chaîne Escales.
- 2004 : Un peu plus près des étoiles, pour Escales, (6 × 26 min)
- 2005 : Un coin de paradis, pour Escales, (6 × 26 min)
- 2005 : On va tout vous dire, (6 × 52 min), pour AB1
- 2005 : Système B (10 × 26 min), pour Action
- 2005 : Bleu, blanc, rap (10 × 26 min), état des lieux du rap français, pour AB1
- 2005 : Le nouveau cinéma brésilien, pour France 5, 52 min
- 2006 : Le Flirt sans fin sur Indochine, pour Canal+, 52 min
- 2007 : Around the world, sur Cesaria Evora, 52 min
- 2007 : La Nouvelle vague, sur la Tecktonik, 52 min
- 2009 : Les dessous de l’industrie du film pour adultes aux USA, 52 min, pour AB1
- 2011 : Miles Davis à Paris pour Miles Davis, pour la chaîne Toute l’histoire, 52 min
- 2011 : Les Icônes du Rock, pour Toute l’histoire (5 × 52 min)
- 2021 : Petites danseuses
- 2024 : Dieu est une femme
- 2023: Dieu peut se défendre tout seul
- 2023: Chevaline
- 2024: Le Monde est à eux

Publicités
- 2010 : pour Yahoo, avec Bruno Salomone, 2 × 15 secondes
- 2011 : pour Pepsi, avec le Kaïra Shopping, 3 × 15 secondes
- 2012 : pour Pepsi, avec le Kaïra Shopping et Eric Cantona, 3 × 15 secondes et 1 × 20 secondes
- 2013 : pour Pepsi, avec Éric Cantona, 1 × 20 secondes et 1 × 30 secondes

DVD
- 2003 : Si tu roules avec la Mafia K'1 Fry, pour Sony Music Entertainment, 90 min
- 2005 : Au secours je vais être papa, pour TF1 Vidéo, 75 min
- 2008 : Petit kit de survie pour femmes urbaines, avec Muriel Robin et Anne Le Nen, 52 min
- 2008 : Fermeture pour rénovation, live de Christophe Willem